# Apollo 13 (film)

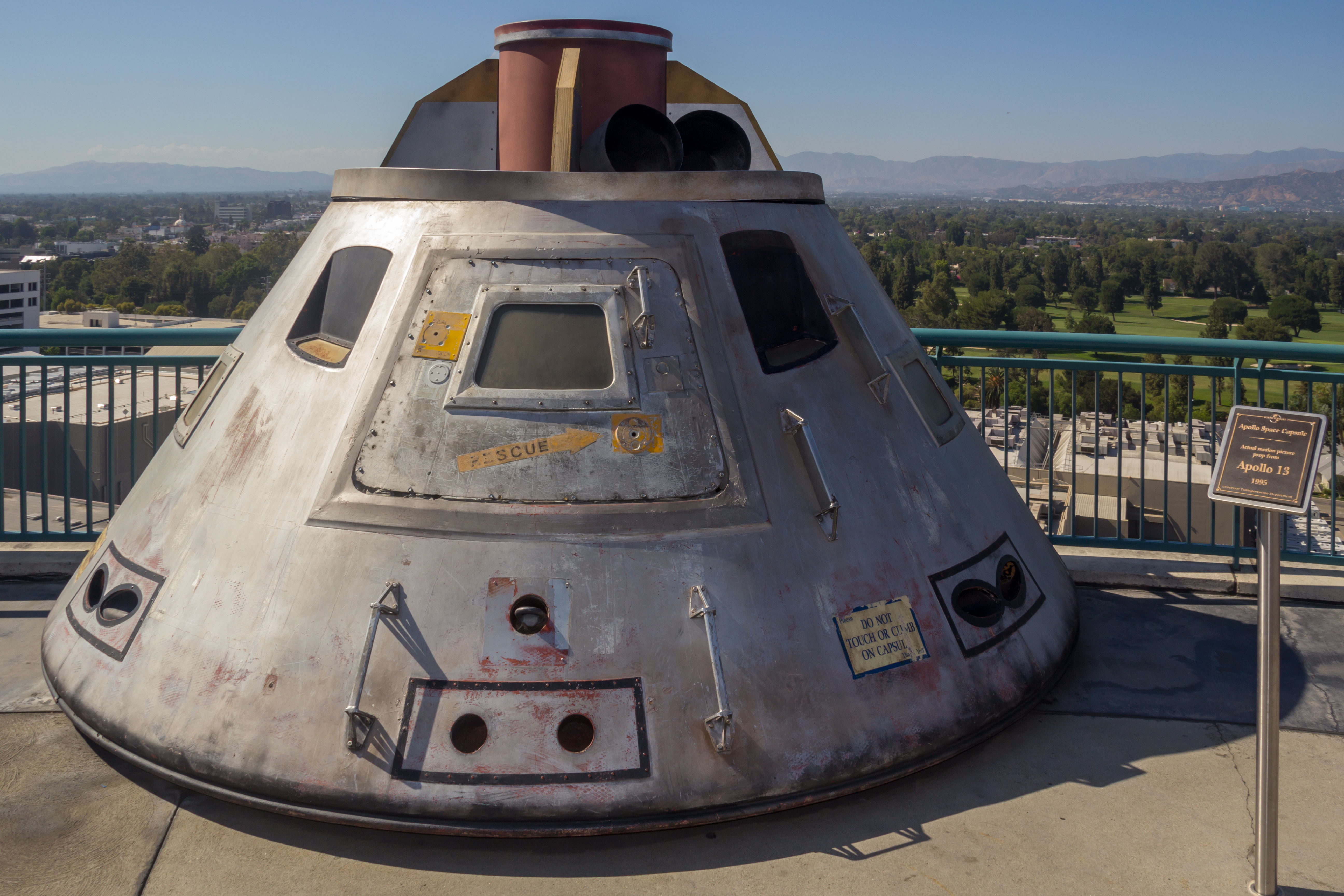
Capsule van de Apollo 13 bij Universal Studios Hollywood

Apollo 13 is een Amerikaanse film uit 1995, geregisseerd door Ron Howard. De film gaat over de mislukte vlucht van het ruimtevaartuig Apollo 13 in april 1970, en is gebaseerd op het boek Lost Moon van Jim Lovell (de gezagvoerder van de Apollo 13) en Jeffrey Kluger. Belangrijke rollen in de film worden gespeeld door onder anderen Tom Hanks, Bill Paxton, Kevin Bacon, Gary Sinise, Ed Harris en Kathleen Quinlan. De film bracht $355 miljoen dollar op in bioscopen wereldwijd en $93 miljoen dollar in de Amerikaanse bioscopen en was daar een van de bestbezochte films van 1995. In september 2002 werd een gewijzigde en verkorte IMAX-versie van de film uitgebracht, Apollo 13: The IMAX Experience.
De tagline voor de film is het vaak geciteerde "Houston, we have a problem".

## Verhaal
Apollo 13 vertelt het verhaal van de mislukte missie van de Apollo 13 naar de maan. Aangezien dit al de derde missie voor een maanlanding is, krijgt de vlucht vrij weinig aandacht van de media. Aan boord van het ruimtevaartuig bevinden zich de astronauten Jim Lovell (Tom Hanks), commandant, Jack Swigert (Kevin Bacon), piloot commando-module, en Fred Haise (Bill Paxton), piloot maanlander. Swigert vervangt Ken Mattingly (Gary Sinise), die oorspronkelijk mee zou gaan als piloot van de commando-module, maar niet mee ging omdat hij mogelijk besmet was met de mazelen.
Op de heenreis ontploft een zuurstoftank, waardoor verscheidene apparaten beschadigd raken. De energievoorraad, de temperatuur en de hoeveelheid zuurstof aan boord begint te dalen. Hierdoor dreigen de astronauten te sterven aan verstikking of bevriezing. Het grondpersoneel, onder leiding van Mattingly en Gene Kranz (Ed Harris), probeert manieren te vinden om de drie astronauten weer heelhuids op Aarde te krijgen, ook al beseft men dat de kansen gering zijn. Ook de gezinnen van de astronauten beginnen zich zorgen te maken. De vlucht krijgt alle aandacht van de media, en de hele wereld leeft mee met het lot van de astronauten. Uiteindelijk weten de astronauten heelhuids terug te keren naar de Aarde, waar ze worden opgepikt door de USS Iwo Jima.

## Rolverdeling
| Acteur           | Personage      |
| ---------------- | -------------- |
| Tom Hanks        | Jim Lovell     |
| Bill Paxton      | Fred Haise     |
| Kevin Bacon      | Jack Swigert   |
| Gary Sinise      | Ken Mattingly  |
| Ed Harris        | Gene Kranz     |
| Kathleen Quinlan | Marilyn Lovell |
| David Andrews    | Pete Conrad    |
| Xander Berkeley  | Henry Hurt     |

## Achtergrond
De film laat een vrij nauwkeurige reconstructie zien van de gebeurtenissen rond de Apollo 13. Zo zijn de dialogen tussen de astronauten en het grondpersoneel overgenomen van de echte dialogen. Een uitzondering hierop vormt het waarschijnlijk bekendste zinnetje uit de film, "Houston, we have a problem". Jim Lovell zei eigenlijk "Houston, we've had a problem". Toch is de film geen volledig natuurgetrouwe weergave van de geschiedenis. Op enkele punten is van de verhaallijn afgeweken voor een meer dramatisch effect (de "power-up procedure" was niet bedacht door Mattingly). Zo is de ruzie tussen Swigert en Haise over de zuurstoftanks volledig fictief; in werkelijkheid was er nooit onenigheid tussen de astronauten en werd er niet met vingers gewezen. Ook zijn er enkele anachronismen in de film geslopen, bijvoorbeeld het Let It Be-album van the Beatles, een maand voordat het album uitkwam.
Vooral de technieken die gebruikt zijn in de film worden beschouwd als zeer accuraat en realistisch. Ron Howard maakte in de film geen gebruik van archiefmateriaal, maar schoot alles opnieuw. Hierbij ging hij soms vrij ver. Scènes waarin de astronauten gewichtloos moesten zijn, werden gefilmd aan boord van een KC-135-vliegtuig van NASA, de zogenaamde "Vomit Comet". Het vliegtuig vloog met de acteurs en het personeel meer dan 500 parabolische banen. Per baan waren de inzittenden 23 seconden gewichtloos. Hiermee werd Apollo 13 de eerste film waarin gebruikgemaakt werd van echte, en niet gesimuleerde gewichtloosheid.

## Prijzen en nominaties
Apollo 13 werd genomineerd voor vier Golden Globes en negen Oscars. Hij zou uiteindelijk twee Oscars winnen, voor Beste Geluid en Beste Montage.
Oscars
- Beste Montage – Mike Hill, Daniel Hanley (gewonnen)
- Best Geluid – Rick Dior, Steve Pederson, Scott Millan, David MacMillan (gewonnen)
- Beste Film – Brian Grazer
- Beste Mannelijke Bijrol – Ed Harris
- Beste Vrouwelijke Bijrol – Kathleen Quinlan
- Best Aangepaste Scenario – William Broyles Jr., Al Reinert
- Best Art Direction-Set Decoration – Michael Corenblith, Merideth Boswell
- Beste Visuele Effecten – Robert Legato, Michael Kanfer, Leslie Ekker, Matt Sweeney
- Beste Muziekscore – James Horner

## Trivia
- Ron Howard gebruikt geregeld familieleden voor kleine filmrollen. In deze film zijn behalve zijn vrouw en zijn broer Clint Howard ook zijn moeder Jean Howard te zien als Jim Lovells moeder en zijn vader Rance Howard als een priester.
- Verscheidene hoofdrolspelers uit het ware verhaal, zoals Jim Lovell, zijn vrouw Marilyn en Gene Kranz, hebben cameo's in de film. Jim Lovell speelt de kapitein van het vliegdekschip dat de astronauten oppikt uit zee.
- Buzz Aldrin zou na het zien van de film aan Ron Howard hebben gevraagd of hij NASA-beeldmateriaal van de lancering mocht hebben.
- Brad Pitt werd ook een rol aangeboden in de film, maar wees de rol af voor zijn aankomende film Se7en, die eveneens een kaskraker werd.
- Producer Jonny L verklaarde dat het zien van de film hem inspireerde voor het maken van zijn hit Piper.[2]